# Björkadammen
Björkadammen är en sjö i Sjöbo kommun i Skåne och ingår i Kävlingeåns huvudavrinningsområde. Sjön används för sportfiske med utsatt fisk.